# 蔡志明
蔡志明，GBS（1947年—），上海出生，籍貫廣東揭东县新亨鎮仙美村，香港商人，喜運佳鐘錶集團大股東，旭日國际董事局主席，主要從事玩具業及物業投資丶投資，中國內地酒店丶房地產開發投資，有「玩具大王」的稱號。

## 生平
蔡志明五歲來香港定居，曾就讀何文田村木屋區樂道學校（1960年小六）、新法書院以及伯特利中學。他於1969年中學預科畢業後，在一家玩具工廠擔任推銷員，1972年成立旭日實業，其後繼續進修，分別獲得英國及美國紐波特大學工商管理學學士及碩士學位，2001年則取得哈爾濱工業大學管理學博士學位。
早年蔡志明代理及生產史諾比玩具，1994年，蔡志明收購美國一家合金玩具車公司，並成立旭日國際集團。2005年,其資產總值超過80億港元。但據2012年福布斯訪問其兒子蔡加讚，蔡加讚表示旭日集团對旗下鐘錶业務喜运佳鐘錶集团投入16亿港元,而鐘錶业务佔家族整体产业大約百分之五,故此估算其家族資產至少达320亿港元，蔡志明擁有30多座物業，包括住宅、工業及商業大廈單位及酒店。2003年入股位元堂（已出售），2005年則入股康健國際(港交所：3886)，進軍醫療市場。2006年女兒蔡加怡成為香港體檢(港交所：00397)執行董事。蔡志明是中國全國政協委員，並是香港玩具廠商會名譽會長。
曹贵子向蔡志明借款20億港元，但遭到蔡某拒絕，當時蔡志明表示自己不會借，並稱自己擁有500億元港幣，在佳兆業的事上，蔡志明更是入股佳兆業集團，協助佳兆業渡過封盤危機。

## 個人生活
蔡志明喜愛汽車，擁有超過30部車輛，包括勞斯萊斯、林寶堅尼（包括一輛雷文頓）、平治等品牌，並擁有多個特別車牌，包括「138」、「148」、「9394」等。他亦喜愛收藏鐘表。蔡志明、蔡加敏、蔡加怡與蔡加讚是香港賽馬會會員，名下馬匹包括紅太陽（CA046）、金太陽（CD386）、銀太陽、好太陽、春之日、旭之光、靚太陽、火太陽、靚到爆、萬能駒、霸王小子、巨無霸、車神、紅太陽（CV145）、金太陽（CV187）、靚爆、宇宙車神（甄子丹與蔡加讚合夥）、地上車神、暴風小子。

## 家庭
蔡志明已婚，與妻子李蕙莉育有一子三女，其大女兒蔡加敏（Carmen）和三女蔡加怡 （Crystal），分別管理玩具及康健國際業務。
2003年7月5日下午1時25分，蔡志明二女蔡加穎被蔡加讚發現於沙田九肚山紅橋里三號的豪宅內燒炭自殺，被發現時已全無呼吸及脈搏，證實死去多時，終年25歲。蔡加穎未留有遺書，蔡志明指她患有抑鬱症多年。
长女蔡加敏與達成集團（港交所：0126)創辦人馬介璋的兒子馬鴻銘於2007年12月27日結婚，2008年5月17日（即婚禮後5個半月），蔡加敏誕下女兒靄翹；2021年3月5日，蔡加敏與馬鴻銘公開宣布離婚。
三女蔡加怡亦在2012年和设计师陳漢驄共諧連理。獨子蔡加讚與汪圓圓結婚。蔡志明的孫輩總共8位，含兩對雙胞胎。

## 持有資產
- 亞皆老街67至69號號地下至3樓多層舖位（總面積25,016方呎）2002年以2.04億元購入
- 海名軒一座頂層複式A及B室，總面積8250方呎[14][15]
- 九肚山紅橋里一號
- 九肚山紅橋里三號
- 九肚山紅橋里五號
- 九肚山紅橋里六號
- 九肚山南莊苑6座洋房（2004年斥資約1億元購入）
- 九肚山寶松苑7座洋房（98年底斥資約1億元向發展商購入）
- 九肚山馬影徑2-10號寶翠小築一期的7號屋及10號屋
- 壽山村道26A號（2015年1.2億購入）
- 天賦海灣第一期第十座全幢連19個車位(不包括1樓B室)（以3.03億元購入）
- 天賦海灣8座10樓A室天池屋2013年斥資6,653萬元購入
- 九龍城廣場以14.8億元購入
- 銅鑼灣羅素街2-4號2000年廣場
- 澳洲悉尼的交易中心 (Exchange Centre) 全幢商廈（以19.6億元 (約3.4億澳元購入）
- 尖東幸福中心（01年以4.5億元購入）
- 尖東安達中心（08年以7.3億元購入）
- 銅鑼灣國泰大廈B座全幢（04年以1.98億元購入）
- 屯門青山公路住宅地
- 中環德輔道中71號永安集團大廈14樓全層（2023年以3.47億元購入）
- 旺角亞皆老街宏安大廈

## 資料來源
- 蔡志明身家逾八十億元
- 蔡加敏百萬奪「138」
- 蔡志明的後花園（页面存档备份，存于）